# 尖吻背燈魚
尖吻背燈鱼（学名：Notolychnus valdiviae）为輻鰭魚綱燈籠魚目灯笼鱼科的其中一種。分布于全球三大洋熱帶、亞熱帶及溫帶海域，為深海魚類，棲息深度25-700公尺，體長可達6.3公分，為肉食性，以橈腳類等為食。

## 外部連結
- 尖吻背燈鱼的圖片 （页面存档备份，存于）